# You Could Have It So Much Better
You Could Have It So Much Better je druhé studiové album skotské indie rockové kapely Franz Ferdinand vydané v roce 2005.
Nahrávání probíhalo na jaře 2005 střídavě v domácím Glasgow a v New Yorku pod vedením producenta Richa Costeyho. Deska úspěšně navázala na eponymní debut a se svými 101 884 prodanými kusy během prvního týdne se usadilo na prvním místě britské albové hitparády. Pro obal byla použita koláž známého portrétu Lily Brik pocházející z roku 1924, jehož autorem je sovětský výtvarník Alexandr Rodčenko.

## Obsazení
- Alex Kapranos – kytara, zpěv
- Nick McCarthy – kytara, zpěv, klávesy
- Bob Hardy – basová kytara
- Paul Thomson – bicí, perkuse, pomocné vokály

## Seznam písní
1. The Fallen / L. Wells – 3:42
2. Do You Want To – 3:38
3. This Boy – 2:21
4. Walk Away – 3:36
5. Evil and a Heathen – 2:05
6. You're the Reason I'm Leaving – 2:47
7. Eleanor Put Your Boots On – 2:49
8. Well That Was Easy – 3:02
9. What You Meant – 3:24
10. I'm Your Villain – 4:03
11. You Could Have It So Much Better – 2:41
12. Fade Together – 3:03
13. Outsiders – 4:02

## Singly z alba
- „Do You Want To“
- „Walk Away“
- „The Fallen / L. Wells“
- „Eleanor Put Your Boots On“

## Umístění
| Hitparáda      | Umístění |
| -------------- | -------- |
| Velká Británie | 1.       |
| USA            | 8.       |